# Правова інформація
Правова́ інформа́ція — будь-які відомості про право, його систему, джерела, реалізацію, юридичні факти, правовідносини, правопорядок, правопорушення і боротьбу з ними та їх профілактику.
Джерелами правової інформації є Конституція   України, інші законодавчі і підзаконні нормативні правові акти, міжнародні договори та угоди, норми і принципи міжнародного права, а також ненормативні правові акти, повідомлення засобів масової інформації, публічні виступи, інші джерела інформації з правових питань.
З метою забезпечення доступу до законодавчих та інших нормативних актів фізичним та юридичним особам держава забезпечує видання цих актів масовими тиражами у найкоротші строки після їх прийняття.